# 瓜地馬拉湖泊列表
瓜地馬拉湖泊列表，列舉中美洲國家瓜地馬拉全國的主要湖泊。
- 伊薩瓦爾湖（Lago de Izabal）：位於伊薩瓦爾省，為瓜地馬拉面積最廣之湖泊。
- 阿蒂特蘭湖（Lago de Atitlán）：位於索洛拉省，最深處的深度據估計達到340米，為瓜地馬拉觀光旅遊勝地，被譽為「中美洲最美麗的湖泊」。
- 阿馬蒂特蘭湖（Lago de Amatitlán）：位於瓜地馬拉省帕卡亞火山東北麓。
- 圭哈湖（Lago de Güija）：位於胡蒂亞帕省與薩爾瓦多聖安娜省接壤的邊境，毗鄰欽戈火山。
- 奇卡巴爾潟湖：位於克薩爾特南戈省。
- 佩滕伊察湖（Lago Petén Itzá）：位於北碇省。